# Bassina yatei
Bassina yatei är en musselart som först beskrevs av Gray 1835.  Bassina yatei ingår i släktet Bassina och familjen venusmusslor. Inga underarter finns listade i Catalogue of Life.

## Bildgalleri

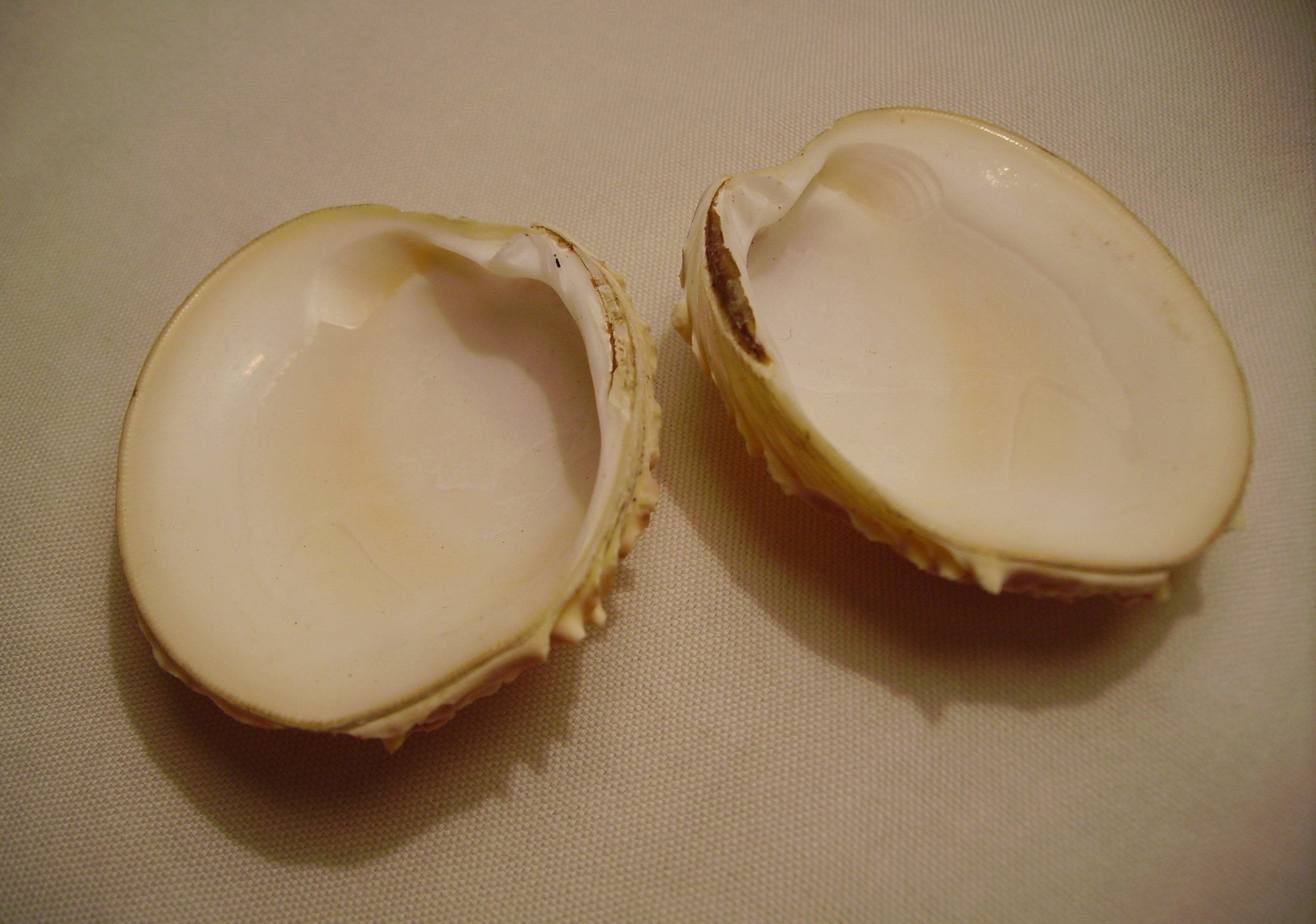